# Rhyssalus clavator
Rhyssalus clavator är en stekelart som beskrevs av Alexander Henry Haliday 1833. Rhyssalus clavator ingår i släktet Rhyssalus och familjen bracksteklar. Inga underarter finns listade i Catalogue of Life.